# Aramon (Gard)
Aramon ist eine französische Gemeinde mit 4082 Einwohnern (Stand 1. Januar 2022) im Département Gard der Region Okzitanien.

## Geografie
Aramon liegt zehn Kilometer nordöstlich von Beaucaire an der Rhône. Das Dorf liegt am rechten Flussufer stromabwärts von Avignon aus, gegenüber der Hügelkette Montagnette am anderen Flussufer. Etwa sieben Kilometer weiter flussabwärts mündet der Gardon von rechts in die Rhône.

## Geschichte
Seit der Jungsteinzeit waren die Hügel an der Rhône besiedelt. Im 16. Jahrhundert gehörte das Dorf Diana von Poitiers. Durch den Erfolg des Hafens entstanden im 17. Jahrhundert viele neue Häuser und Villen. 1703 gründete François de Posquières den Ordre de la Boisson de la Stricte Observance, der die Sicherung der Weinqualität zum Ziel hatte.

### Bevölkerungsentwicklung
| Jahr                       | 1962 | 1968 | 1975 | 1982 | 1990 | 1999 | 2006 | 2017 |
| Einwohner                  | 1454 | 1826 | 1951 | 3027 | 3344 | 3773 | 3869 | 4238 |
| Quellen: Cassini und INSEE |      |      |      |      |      |      |      |      |

## Kultur und Sehenswürdigkeiten
- Schloss Aramon aus dem 13. Jahrhundert (im 18. und 19. Jahrhundert umgebaut)
- Kirche Saint Pancrace aus dem 12. Jahrhundert; um die Kirche herum, auf dem im 18. Jahrhundert geschaffenen Kirchplatz, befand sich vormals ein gallo-römischer Friedhof. Einige Grabstelen aus dem 1. Jahrhundert sind in den Mauern eines Hauses in der Rue Pitot eingelassen.
- Capitelles (kleine Steinbauten) in den Hügeln[2]

## Wirtschaft
Aus dem ehemals landwirtschaftlich geprägten Dorf wurde ein Standort der chemischen Industrie. In Aramon produzieren Sanofi (seit 1963) und Expansia. Außerdem gibt es ein Wärmekraftwerk. Allerdings spielen auch die Landwirtschaft und vor allem der Weinbau eine wichtige Rolle für die lokale Industrie.

## Persönlichkeiten
- Jacques-Laurent Gilly (1769–1829), General
- Henri de Pitot (1695–1771), Wasserbauingenieur
- Agathe de Rambaud (1764–1853), Gouvernante des französischen Kronprinzen